# Edward Treharne
Pour les articles homonymes, voir Treharne.

a Compétitions nationales et continentales officielles uniquement.

b Matchs officiels uniquement.
Dernière mise à jour le 26 mars 2025.
Edward Treharne, né le 22 mars 1862 à Ystradyfodwg (en) (pays de Galles) et mort le 29 décembre 1904 à Barry (pays de Galles), est un joueur international gallois de rugby.

## Biographie
Edward Treharne a disputé son premier test match le 19 février 1881 contre l'équipe d'Angleterre pour le premier match international du pays de Galles, et son dernier test match fut contre la même équipe le 16 décembre 1882 pour le premier match du tournoi des Home Nations. Il joue deux matchs.
Il joue pour le club de Pontypridd RFC.

## Palmarès
- 2 sélections pour le pays de Galles
- Sélections par année : 1 en 1881, 1 en 1882
- Participation à 1 tournoi des Home Nations en 1882-1883